# Lijst van voetbalinterlands China - Nederland (vrouwen)

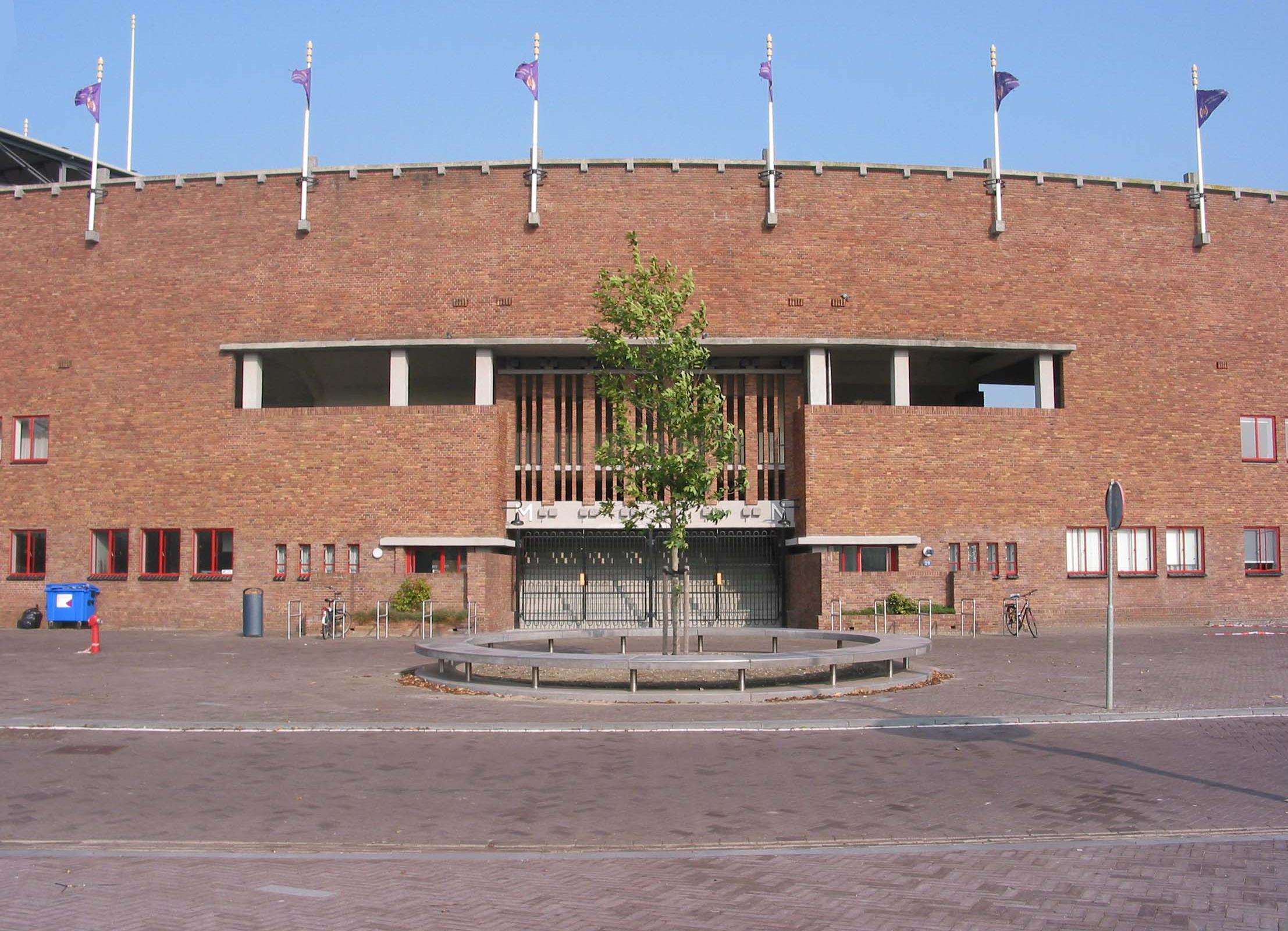
In 2009 werd de confrontatie tussen beide landen gespeeld in het Olympisch Stadion te Amsterdam.

Deze lijst van voetbalinterlands is een overzicht van alle voetbalwedstrijden tussen de nationale vrouwenteams van China en Nederland. China en Nederland hebben vijftien keer tegen elkaar gespeeld. De eerste wedstrijd was op 3 juni 1988 in Guangzhou.

## Wedstrijden
| №  | Plaats    | Datum            | Competitie        | Wedstrijd         | Uitslag |
| -- | --------- | ---------------- | ----------------- | ----------------- | ------- |
| 1  | Guangzhou | 3 juni 1988      | Onofficieel WK    | China − Nederland | 1 − 0   |
| 2  | Portimão  | 12 maart 1997    | Vriendschappelijk | China − Nederland | 1 − 0   |
| 3  | Lagoa     | 21 maart 1998    | Vriendschappelijk | China − Nederland | 3 − 2   |
| 4  | Bennekom  | 4 april 1999     | Vriendschappelijk | Nederland − China | 0 − 1   |
| 5  | Almere    | 23 februari 2006 | Vriendschappelijk | Nederland − China | 0 − 0   |
| 6  | Emmen     | 4 mei 2008       | Vriendschappelijk | Nederland − China | 2 − 2   |
| 7  | Emmen     | 7 mei 2008       | Vriendschappelijk | Nederland − China | 1 − 1   |
| 8  | Amsterdam | 15 juli 2009     | Vriendschappelijk | Nederland − China | 2 − 4   |
| 9  | Hohhot    | 22 augustus 2011 | Vriendschappelijk | China − Nederland | 1 − 1   |
| 10 | Hohhot    | 24 augustus 2011 | Vriendschappelijk | China − Nederland | 0 − 1   |
| 11 | Edmonton  | 12 juni 2015     | WK 2015           | China − Nederland | 1 − 0   |
| 12 | Lagos     | 1 maart 2017     | Vriendschappelijk | Nederland − China | 1 − 0   |
| 13 | Albufeira | 6 maart 2019     | Vriendschappelijk | China − Nederland | 1 − 1   |
| 14 | Yokohama  | 27 juli 2021     | OS 2020           | Nederland − China | 8 − 2   |
| 15 | Rotterdam | 29 november 2024 | Vriendschappelijk | Nederland − China | 4 − 1   |

## Samenvatting
| Competitie        | Totaal gespeeld | Winst China | Gelijk | Winst Nederland | Doelsaldo China – Nederland |
| ----------------- | --------------- | ----------- | ------ | --------------- | --------------------------- |
| WK-eindronde      | 1               | 1           | 0      | 0               | 1 − 0                       |
| Olympische Spelen | 1               | 0           | 0      | 1               | 2 − 8                       |
| Vriendschappelijk | 12              | 5           | 4      | 3               | 16 − 15                     |
| Onofficieel WK    | 1               | 1           | 0      | 0               | 1 − 0                       |
| Totaal            | 15              | 7           | 4      | 4               | 20 − 23                     |